# Павлівська сільська рада (Жашківський район)
Па́влівська сільська́ ра́да — адміністративно-територіальна одиниця та орган місцевого самоврядування в Жашківському районі Черкаської області. Адміністративний центр — село Павлівка.

## Загальні відомості
- Населення ради: 866 осіб (станом на 2001 рік)

## Населені пункти
Сільській раді підпорядковані населені пункти:
- с. Павлівка

## Склад ради
Рада складається з 12 депутатів та голови.
- Голова ради: Рябоконь Олена Вікторівна

### Керівний склад попередніх скликань
| Прізвище, ім'я, по батькові | Основні відомості                                                 | Дата обрання | Дата звільнення |
| --------------------------- | ----------------------------------------------------------------- | ------------ | --------------- |
| Донець Михайло Федорович    | Сільський голова, 1954 року народження, безпартійний              | 26.03.2006   | 31.10.2010      |
| Рябоконь Олена Вікторівна   | Сільський голова, 1982 року народження, освіта середня спеціальна | 31.10.2010   |                 |

Примітка: таблиця складена за даними сайту Верховної Ради України

### Депутати
За результатами місцевих виборів 2010 року депутатами ради стали:

#### За суб'єктами висування
| Суб'єкт висування | Кількість обраних депутатів | %    |
| ----------------- | --------------------------- | ---- |
| Самовисування     | 7                           | 58,3 |
| Партія регіонів   | 5                           | 41,7 |

#### За округами
| № округу        | Прізвище, ім'я, по батькові   | Дата визнання обраним | Освіта             | Партійна приналежність | Відомості про обраного депутата     |
| --------------- | ----------------------------- | --------------------- | ------------------ | ---------------------- | ----------------------------------- |
| Партія регіонів |                               |                       |                    |                        |                                     |
| 1               | Саковський Андрій Вікторович  | 04.11.2010            | середня            | позапартійний          | тимчасово не працює                 |
| 5               | Школьна Людмила Олександрівна | 04.11.2010            | середня спеціальна | позапартійна           | Павлівський ДНЗ, кухар              |
| 7               | Марченко Тетяна Анатоліївна   | 04.11.2010            | вища               | позапартійна           | пошта, начальник відділення зв'язку |
| 8               | Вільхова Тетяна Василівна     | 04.11.2010            | середня спеціальна | позапартійна           | тимчасово не працює                 |
| 9               | Школьний Сергій Михайлович    | 04.11.2010            | середня            | позапартійний          | тимчасово не працює                 |
| Самовисування   |                               |                       |                    |                        |                                     |
| 2               | Юрчак Володимир Степанович    | 04.11.2010            | середня            | позапартійний          | тимчасово не працює                 |
| 3               | Софієнко Людмила Іванівна     | 04.11.2010            | середня            | позапартійна           | Павлівський магазин № 72, продавець |
| 4               | Гаряча Оксана Іванівна        | 24.01.2011            | незакінчена вища   | позапартійна           | Павлівська сільська рада, секретар  |
| 6               | Онищук Світлана Іванівна      | 04.11.2010            | середня            | позапартійна           | Магазин «Каштан», продавець         |
| 10              | Шабаш Віктор Володимирович    | 04.11.2010            | середня            | позапартійний          | тимчасово не працює                 |
| 11              | Кінаш Олександр Вікторович    | 04.11.2010            | середня            | позапартійний          | приватний підприємець               |
| 12              | Пилявська Олена Володимирівна | 04.11.2010            | середня            | позапартійна           | тимчасово не працює                 |